# Amber Le Bon
Amber Rose Tamara Le Bon, conocida como Amber Le Bon, (25 de agosto de 1989) es una modelo británica. Es la mayor de tres hijas del líder de la banda Duran Duran, Simon Le Bon, y de la modelo Yasmin Le Bon. Nació en el hospital Humana Wellington en St. John's Wood, Londres. Asistió al Newton Preparatory School en Londres antes de asistir al Heathfield School, sobresaliendo en las asignaturas de Música, Historia del Arte y Fotografía. También canta y toca el piano. Es conocida por ser el rostro de la marca Forever 21.
En julio de 2009 fue votada la 'Hija de Una Celebridad Más Atractiva' por los visitantes de Zootoday.com. Las marcas por las que ha modelado incluyen Moschino y River Island. Es el rostro de Myla swimwear y protagoniza campañas de Pantene.